# Thysochromis ansorgii
Рід Thysochromis включає лише 1 вид риб родини цихлові

## Види
- Thysochromis ansorgii (Boulenger 1901)